# San Pedro Yugoslavs
El San Pedro Yugoslavs fue un equipo de fútbol de los Estados Unidos que jugó en la National Challenge Cup, el torneo de copa de fútbol más importante del país.

## Historia
Fue fundado en el año 1950 en el barrio de San Pedro, Los Angeles, habitado principalmente por inmigranes yugoslavos y se unió a la Greater Los Angeles Soccer League. El club llegó a la final de la National Challenge Cup en cuatro ocasiones. La primera de ellas fue en 1971 donde perdió ante el New York Hota. Al año siguiente San Pedro vuele a ser finalista perdiendo esta vez contra el Elizabeth SC.
En 1984 vuelve a perder la final, pero ahora contra el New York AO Krete. En 1986 pierde la final contra el St. Louis Kutis. El club logra la clasificación para la Copa de Campeones de la Concacaf 1987 pero abandonó el torneo antes de enfrentar al Club América de México.

## Palmarés
- National Challenge Cup

- Finalista (4):  1971, 1972, 1984, 1986

## Participación en competiciones de la Concacaf
- CONCACAF Champions' Cup: 1 aparición

1987 - abandonó en la primera ronda.

## Jugadores

### Jugadores destacados
- Franklyn Fisher[3]
- Miguel Brigida[4]